# Maroko
Maroko je država u sjeverozapadnoj Africi u Magrebu, na obali Atlantskoga oceana i Sredozemnog mora. Graniči na sjeveru sa španjolskim eksklavama Ceutom i Melillom, na istoku i jugoistoku s Alžirom te na jugu s teritorijem Zapadne Sahare koji je trenutno pod marokanskom kontrolom. Arapsko ime zemlje, Al-Mamlakâ l-Maġribīyâ, znači „Zapadno kraljevstvo”.

## Zemljopis
Relativno široku nizinu uz obalu Atlantskog oceana uokviruju sa sjevera gorje Rif, koje se pruža usporedno sa sredozemnom obalom, a s istoka i juga planine Atlasa, Jebel Toubkal. Uz obalu sjevernog dijela Maroka klima je mediteranska, a u unutrašnjosti nešto oštrija, s hladnijim zimama i toplijim ljetima. Količina oborina opada od sjevera prema jugu; najjužniji dijelovi zemlje pripadaju Sahari. Planinski vrhunci na sjeveru pokriveni su snijegom veći dio godine.

## Povijest
Prvi zabilježeni stanovnici područja današnjeg Maroka bili su Berberi. Krajem 7. stoljeća s istoka su stigli arapski osvajači i donijeli islam. U 11. stoljeću područje je postalo dio države Almoravida, a u 12. stoljeću Almohada. U 16. stoljeću Marokanci su se uspjeli othrvati pokušajima europske kolonizacije i osmanskim osvajačima koji su zauzeli susjedni Alžir i na taj način stvorili zasebni identitet. Godine 1666. lokalni vladar sa sjeveroistoka Ar-Rashid zauzeo je Fes, a nešto kasnije i većinu marokanske unutrašnjosti, utemeljivši tako dinastiju Alawi koja vlada Marokom do danas.
Godine 1830. Francuzi su osvojili susjedni Alžir, ali je Maroko ostao neovisan sve do početka 20. stoljeća kada je Ujedinjeno Kraljevstvo popustilo pred zahtjevima Francuske i otvorilo joj put prema većem utjecaju u zemlji. Francuskim pretenzijama u Maroku protivila se Njemačka pa je diplomatska kriza u dvana navratima, 1906. i 1911. zamalo prerasla u oružani sukob. Godine 1912. Maroko je postao francuski protektorat pod formalnom upravom sultana, ali sa stvarnom moći u rukama francuskog glavnog rezidenta. Sjeverni dio zemlje dospio je pod upravu Španjolske sa središtem u Tétouanu, a Tanger je postao međunarodni grad.
Za vrijeme francuske vlasti središte Maroka premješteno je iz unutrašnjosti na obalu. Luka Casablanca je izrasla u milijunski grad, industrijsko i financijsko središte sa značajnom zajednicom Europljana, a Rabat postao nova prijestolnica. Nakon II. svjetskog rata sve su izraženije bile težnje Marokanaca za samostalnošću, utjelovljene u osobi sultana Mohammeda V. Francuska je pokušala zaustaviti osamostaljenje, ali je u drugoj polovici 1950-ih morala popustiti i Maroko je 1956. postao neovisna monarhija, a godinu dana kasnije sultan Mohammed proglasio se kraljem.
Marokansku neovisnost obilježila je duga (1961. – 1999.) vladavina kralja Hassana II. koji je kombinacijom autoritarne i umjereno reformističke politike uspio održati jedinstvo i političku stabilnost zemlje. Maroko je za razliku od mnogih arapskih zemalja ostao čvrsto na strani Zapada u hladnom ratu. Godine 1976. Hassan je u savezništvu s Mauritanijom zauzeo susjednu Zapadnu Saharu, bivšu španjolsku koloniju s vrijednim ležištima fosfata, otpočevši time sukob sa zapadnosaharskim gerilskim pokretom Polisario koji je podržavao susjedni Alžir.
U devedesetima u Maroku je započeo proces postupne demokratizacije. Hassana je naslijedio sin Muhamed VI. koji je ubrzao političke i društvene reforme.

## Stanovništvo
Glavni jezici stanovništva su arapski odnosno njegovo narječje koji se znatno razlikuje od standardnog jezika te narječja berberskog kojima se govori uglavnom u planinskim područjima. Stanovništvo Maroka je mješavina mnogih skupina, od starosjeditelja Berbera preko doseljenika iz sjeverne i subsaharske Afrike do izbjeglica s Iberijskog poluotoka nakon rekonkviste.
Državna religija je islam kojemu pripada većina stanovnika.
Maroko je po broju stanovnika četvrta arapska zemlja, iza Egipta, Sudana i Alžira. Većina Marokanaca po vjeri su sunitski muslimani, kojima pripadaju Arapi i Berberi.
Arapi su došli u Maroko u 7. stoljeću i uspostavili svoju kulturu ondje.
Židovska zajednica ima oko 7000 stanovnika. 
Većina od 100 000 inozemnih stanovnika su Francuzi i Španjolci, od kojih su mnogi učitelji ili tehničari ondje. 

## Gospodarstvo
Marokansko gospodarstvo obilježava otprilike podjednaka zastupljenost poljoprivrede, industrije i usluga u BDP-u. 
Poljoprivredna proizvodnja, uglavnom uzgoj žitarica, agruma i povrća, ovisna je o količini oborina koja jako varira iz godine u godinu. 
Od industrija se ističu tekstilna, prehrambena i proizvodnja i prerada fosfata. BDP je za 2004. procijenjen na 4200 USD po stanovniku, mjereno po PPP-u.

## Vanjske poveznice
- Kraljevina Maroko  Arhivirana inačica izvorne stranice od 29. prosinca 2017. (Wayback Machine) Službena stranica na arapskom, francuskom, engleskom i španjolskom
- Marokanski parlament službena stranica na arapskom i francuskom
- Maghreb Arabe Presse  Arhivirana inačica izvorne stranice od 13. studenoga 2008. (Wayback Machine) službena novinska agencija, na arapskom, francuskom, engleskom i španjolskom